# James Carney
James Monroe Carney (né le 29 novembre 1968 à Détroit dans le Michigan aux États-Unis) est un coureur cycliste américain.

## Palmarès sur route
- 1996
  - 1re étape de la Wichita Falls Race
- 1997
  - 15e étape de la Fresca Classic
- 1998
  - Tour de Tucson
  - 3e étape de la Valley of the Sun Stage Race
- 1999
  - Valley of the Sun Stage Race :
    - Classement général
    - 2e étape

  - 3e étape de la Jayco Bay Classic
  - Tour de Tucson
  - 3e de la Clarendon Cup
- 2000
  - 14e étape de l'International Cycling Classic
  - Tour de Tucson
  - 2e de la Clarendon Cup

## Palmarès sur piste

### Jeux olympiques
- Barcelone 1992
  - 25e de la course aux points
- Sydney 2000
  - 5e de la course aux points

### Championnats du monde
- Stuttgart 2003
  - 27e du scratch
- Melbourne 2004
  - 19e du scratch
- Los Angeles 2005
  - 19e du scratch

### Coupe du monde
- 1999
  - 2e de la course aux points à Mexico
- 2001
  - Classement général de la course aux points
  - 3e de la course aux points à Ipoh
- 2004-2005
  - 1er du scratch à Moscou

### Championnats des États-Unis
- 2000
  -  Champion des États-Unis de la course aux points
- 2001
  -  Champion des États-Unis de la course aux points
  -  Champion des États-Unis de l'américaine (avec Colby Pearce)
  -  Champion des États-Unis de poursuite par équipes
- 2002
  -  Champion des États-Unis de la course aux points
  -  Champion des États-Unis de l'américaine (avec Colby Pearce)
  -  Champion des États-Unis de poursuite par équipes
- 2003
  -  Champion des États-Unis de la course aux points
- 2004
  -  Champion des États-Unis de la course aux points
  -  Champion des États-Unis de poursuite par équipes
- 2010
  -  Champion des États-Unis du scratch
- 2011
  -  Champion des États-Unis du scratch
  -  Champion des États-Unis de l'américaine (avec Ian Moir)